# Графовка (Краснояружский район)
Графовка — посёлок в Краснояружском районе Белгородской области России. Административный центр Графовского сельского поселения.

## География
Село расположено в западной части Белгородской области, в 17 км по прямой к северо-западу от районного центра Красной Яруги — на границе с Украиной. Через село протекает небольшая река под названием Грязная, которая раньше была границей между двумя деревнями — собственно Графовкой и Грязной.

## История
Впервые местность, на которой возникло село Графовка, упоминается в 1658 году в связи с обмежеванием окраинных земель южной России.
В середине XIX века село Графовка было владением графа Абрама Гавриловича Волконштейна, при нем в 1843 году была заложена Митрофановская церковь. Строили ее из кирпича, изготовленного в местной цигельне.
С июля 1928 года село Графовка — центр Графовского сельского Совета (2 села, 2 выселка) в Ракитянском районе.
В январе 1935 года Графовский сельсовет вошел в новый, только что образованный Краснояружский район.
В 1930-1940 годы в селе была создана с/х-артель, появился первый трактор, чуть позже создан колхоз «Боевик».
В годы Великой Отечественной войны 261 человек из Графовского сельского совета погибли.
В конце 1950-х годов в Графовский сельсовет Краснояружского района входили село Графовка, две деревни, два поселка и три хутора.
После декабря 1962 года Графовка снова в Ракитянском районе.
С апреля 1991 года село Графовка снова в составе Краснояружского района.
В начале 1990-х годов Графовка оставалась центром колхоза им. Карла Маркса (в 1991 годов в нём числился 461 колхозник), занятого растениеводством и животноводством.
В 1997 году село Графовка стала центром Графовского сельского округа (два села, поселок и хутор) в Краснояружском районе.

## Население
В 1931 году в селе Графовке — 783 жителя.
На 17 января 1979 года в селе Графовке — 725 жителей, на 12 января 1989 года — 683 (309 мужчин, 374 женщины).
В 1997 году в Графовке 259 домовладений, 720 жителей. 
| 2002 | 2010 |
| ---- | ---- |
| 690  | ↘624 |

## Инфраструктура
По состоянию на 1995 год в Графовке имелись АОЗТ «Колос», два фермерских хозяйства, почтовое отделение, больница, средняя школа.